# Rayman Prod' présente : The Lapins Crétins Show
Rayman Prod' présente : The Lapins Crétins Show (Raving Rabbids TV Party) est la suite du jeu Rayman contre les lapins encore plus crétins édité et développé par Ubisoft sur Wii et Nintendo DS. Dans ce troisième opus, les lapins crétins poursuivaient Rayman dans une forêt, mais ont été foudroyés et sont entrés dans sa télévision. Contrairement aux autres épisodes, le PEGI est de 7+.
Un trailer a été montré à l'Ubidays 2008 du 29 avril 2008. Il montrait un lapin crétin avalant une Wii Balance Board, suggérant que le gameplay du jeu l'utiliserait et que le titre serait une exclusivité Nintendo, à la manière de l'opus précédent de la série, Rayman contre les lapins encore plus crétins,,.

## Système de jeu
Dans les niveaux de danse, le joueur doit répéter avec la manette les mouvements de danse d'un bonhomme allumette, permettant la participation de jusqu'à 4 joueurs. Dans les niveaux de musique, jusqu'à 4 joueurs doivent choisir chacun un instrument, pour ensuite jouer la chanson avec cet instrument, à l'aide de la Wiimote et du Nunchuk.
Contrairement à ses prédécesseurs, le jeu exploite la Wii Balance Board. Plusieurs mini-jeux permettent de jouer avec, ceci n'étant pas une obligation, comme les jeux de course et de danse.
Les mini-jeux forment un système de chaînes, chaque chaîne offrant au joueur des mini-jeux spécifiques autour du même cadre. Par exemple, la chaîne Cult Movies propose des mini-jeux parodiant des films célèbres et leurs titres, comme Godzilapin (pour Godzilla).
Les séquences de mini-jeux sont parfois interrompues par des publicités, parodiant bien sûr les réelles publicités, et qui donnent des bonus si le joueur réussit le défi proposé.

## Synopsis
Après un orage, les lapins crétins ont envahi la télévision de Rayman. Le scénario du jeu a été qualifié de « prétexte » par Gamekult.

## Réception critique
En France, Jeuxvideo.com lui a accordé un 14/20, regrettant néanmoins « un certain manque d'originalité dans les activités proposées ». Gamekult lui donne un 5/10, félicitant l'humour crétin et le mode multijoueur, mais déplorant le manque de mini-jeux originaux, la balance peu convaincante et l'absence de parties en ligne.
IGN l'a nommé dans diverses catégories pour ses awards 2008 spécifiques à la Wii, dont Best Use of Sound, Best Family Game et Best Use of the Balance Board.

## Ventes
Au 30 avril 2009, Ubisoft annonçait 1,9 million de jeux vendus sur les deux consoles confondues.
D'après les chiffres de VG Chartz, au 6 août 2009, la version Wii du jeu s'était vendue mondialement à 1,5 million d'exemplaires, dont 620 000 en Amérique. À cette même date, le premier et le second opus s'étaient respectivement vendus sur Wii à 1,64 et 1,65 million d'unités. Le jeu a sans doute bénéficié de la période des cadeaux de Noël, étant donné qu'il s'est près de deux fois plus vendu au cours de sa cinquième semaine de commercialisation en Amérique (91 063 unités) que lors de sa première (40 217).
Toujours d'après VG Chartz, au 6 août 2009, la version sur Nintendo DS se serait écoulée à environ 240 000 exemplaires en Amérique.